# Aleuropteryx pseudocapensis
Aleuropteryx pseudocapensis är en insektsart som beskrevs av Meinander 1998. Aleuropteryx pseudocapensis ingår i släktet Aleuropteryx och familjen vaxsländor. Inga underarter finns listade i Catalogue of Life.